# Steven Vanackere

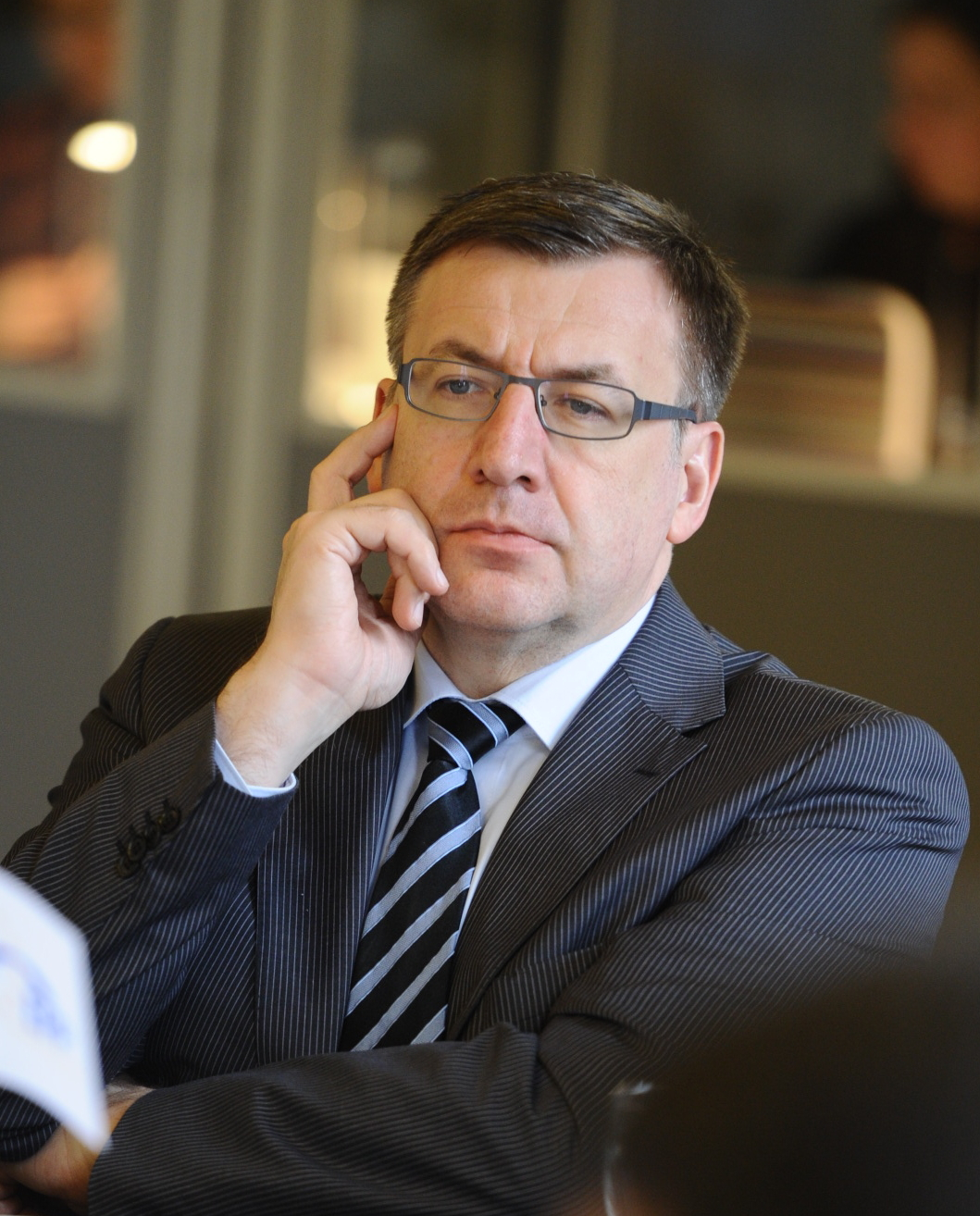
Steven Vanackere (2012)

Steven Vanackere (* 4. Februar 1964 in Wevelgem) ist ein belgischer Politiker der Partei Christen-Democratisch en Vlaams (CD&V). Von November 2009 bis Dezember 2011 war er belgischer Außenminister und stellvertretender Premierminister in der Regierung Leterme II. Vom 6. Dezember 2011 bis 5. März 2013 war er Finanzminister in der Regierung Di Rupo.

## Leben
Nach dem Schulbesuch in Sint-Stevens-Woluwe und Haasrode nahm Vanackere ein Studium an der Katholieke Universiteit Leuven auf und erwarb dort 1987 ein Lizenziat in Rechtswissenschaften und 1988 ein Lizenziat in Wirtschaftswissenschaften. Anschließend arbeitete er ein halbes Jahr lang bei der Kredietbank (heute Teil der KBC Group) und wurde dann ab 1988 für den Studiendienst der Christelijke Volkspartij (CVP, seit 2001 CD&V), CEPESS, tätig.

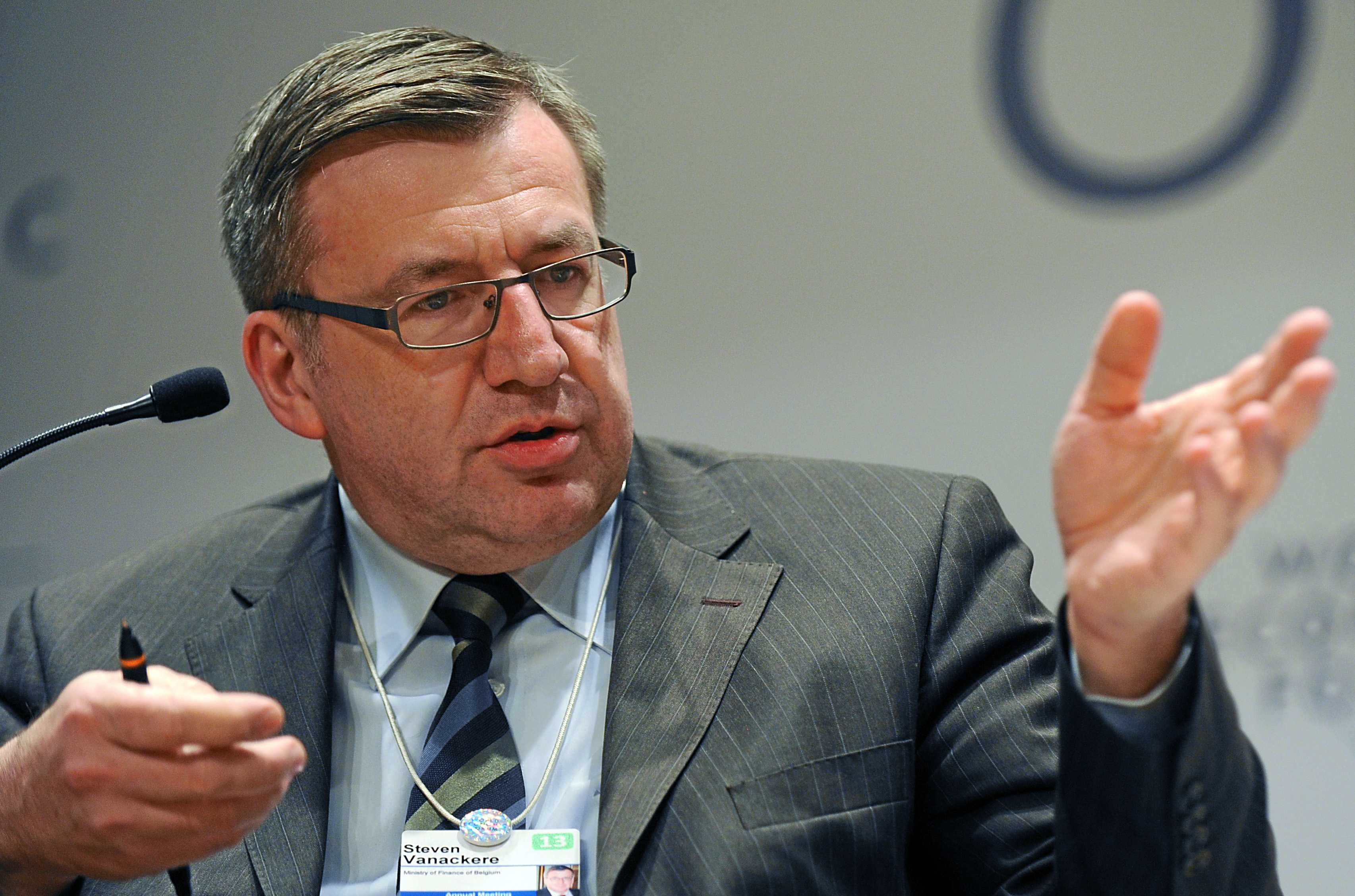
Vanackere während des WEFs 2013

Vanackere wirkte von 1990 bis 1991 als Berater des damaligen CVP-Vorsitzenden Herman Van Rompuy und von 1991 bis 1993 als stellvertretender Kabinettschef des Brüsseler Finanzministers Jos Chabert. Im Oktober 1993 übernahm er den Posten des Generaldirektors des Brüsseler Hafens und hatte diese Stellung bis April 2000 inne. Gleichzeitig war er von 1995 bis 1999 weiterhin im Kabinett von Jos Chabert tätig, wo er nun als Kabinettschef fungierte. Im Mai 2000 wechselte er vom Hafen Brüssel zum Brüsseler Verkehrsbetrieb MIVB, wo er bis 2005 als stellvertretender Generaldirektor tätig war. 
2004 nahm Vanackere zum ersten Mal als Kandidat an einer Wahl teil und wurde als einer von sechs Abgeordneten für die Hauptstadtregion Brüssel in das Flämische Parlament gewählt. Zudem übernahm er auf lokaler Ebene am 1. Dezember 2006 das Amt des Schöffens für Wirtschaft und Handel der Stadt Brüssel. 
Am 28. Juni 2007 wurde er zum flämischen Minister für Gesundheit und Familie unter Ministerpräsident Kris Peeters ernannt. Dieses Amt übte er bis zum 30. Dezember 2008 aus, als er in der Regierung Van Rompuy auf föderaler Ebene zum Minister für öffentlichen Dienst und öffentliche Unternehmen und Vizepremierminister ernannt wurde. Nach dem Rücktritt der Regierung Van Rompuys am 25. November 2009 und der Ernennung Yves Letermes zum neuen Premierminister folgte Vanackere ihm in das frei gewordene Amt des Außenministers nach. Von dort wechselte er in der Regierung Di Rupo am 6. Dezember 2011 ins Amt des Finanzministers. Von diesem Amt trat er am 5. März 2013 im Zuge eines möglichen Interessenkonflikts wegen Bankgeschäfte zurück.
Vanackere ist verheiratet und hat keine Kinder.

## Publikationen (Auswahl)
- De wet handelspraktijken, stoorzender voor de vrije mededinging?. In: Jura Falconis. 1986–1987, Nr. 1, S. 37–51.
- België: (een) hart van financieel Europa?. In: Nieuw Tijdschrift voor Politiek. 1988, Nr. 4, ISSN 0773-0527, S. 59–86.
- De rol van de overheid t.o.v. het bedrijfsleven. In: Nieuw Tijdschrift voor Politiek. 1988, Nr. 5, ISSN 0773-0527, S. 21–35.
- De verdeling van de economische kost van een ecologisch herstelbeleid. In: Nieuw Tijdschrift voor Politiek. 1989, Nr. 5, ISSN 0773-0527, S. 55–70.